# Formuła 1 Sezon 2000
Sezon 2000 Formuły 1 – 51 sezon o Mistrzostwo Świata Formuły 1. Mika Häkkinen nie obronił tytułu mistrzowskiego. Swój trzeci tytuł mistrza świata zdobył Michael Schumacher. Tytuł mistrza świata konstruktorów zdobył team Ferrari. Był to pierwszy dublet włoskiego zespołu od 1979 roku.

## Lista startowa
| Zespół                         | Konstruktor        | Samochód   | Silnik (3.0l V10)    | Opony | Nr | Kierowcy wyścigowi    | Rundy      | Kierowcy rezerwowi              |
| ------------------------------ | ------------------ | ---------- | -------------------- | ----- | -- | --------------------- | ---------- | ------------------------------- |
| West McLaren Mercedes          | McLaren-Mercedes   | MP4/15     | Mercedes FO 110J     | B     | 1  | Mika Häkkinen         | 1–17       | Olivier Panis                   |
| West McLaren Mercedes          | McLaren-Mercedes   | MP4/15     | Mercedes FO 110J     | B     | 2  | David Coulthard       | 1–17       | Olivier Panis                   |
| Scuderia Ferrari Marlboro      | Ferrari            | F1-2000    | Ferrari 049          | B     | 3  | Michael Schumacher    | 1–17       | Luca Badoer                     |
| Scuderia Ferrari Marlboro      | Ferrari            | F1-2000    | Ferrari 049          | B     | 4  | Rubens Barrichello    | 1–17       | Luca Badoer                     |
| Benson and Hedges Jordan       | Jordan-Mugen Honda | EJ10 EJ10B | Mugen Honda MF-301HE | B     | 5  | Heinz-Harald Frentzen | 1–17       | Tomáš Enge                      |
| Benson and Hedges Jordan       | Jordan-Mugen Honda | EJ10 EJ10B | Mugen Honda MF-301HE | B     | 6  | Jarno Trulli          | 1–17       | Tomáš Enge                      |
| Jaguar Racing                  | Jaguar-Cosworth    | R1         | Cosworth CR-2        | B     | 7  | Eddie Irvine          | 1–9, 11–17 | Luciano Burti                   |
| Jaguar Racing                  | Jaguar-Cosworth    | R1         | Cosworth CR-2        | B     | 7  | Luciano Burti         | 10         | Luciano Burti                   |
| Jaguar Racing                  | Jaguar-Cosworth    | R1         | Cosworth CR-2        | B     | 8  | Johnny Herbert        | 1–17       | Luciano Burti                   |
| BMW Williams F1 Team           | Williams-BMW       | FW22       | BMW E41              | B     | 9  | Ralf Schumacher       | 1–17       | Bruno Junqueira Jörg Müller     |
| BMW Williams F1 Team           | Williams-BMW       | FW22       | BMW E41              | B     | 10 | Jenson Button         | 1–17       | Bruno Junqueira Jörg Müller     |
| Mild Seven Benetton Playlife   | Benetton-Playlife  | B200       | Playlife FB02        | B     | 11 | Giancarlo Fisichella  | 1–17       | Hidetoshi Mitsusada             |
| Mild Seven Benetton Playlife   | Benetton-Playlife  | B200       | Playlife FB02        | B     | 12 | Alexander Wurz        | 1–17       | Hidetoshi Mitsusada             |
| Gauloises Prost Peugeot        | Prost-Peugeot      | AP03       | Peugeot A20          | B     | 14 | Jean Alesi            | 1–17       | Stéphane Sarrazin               |
| Gauloises Prost Peugeot        | Prost-Peugeot      | AP03       | Peugeot A20          | B     | 15 | Nick Heidfeld         | 1–17       | Stéphane Sarrazin               |
| Red Bull Sauber Petronas       | Sauber-Petronas    | C19        | Petronas SPE-04A     | B     | 16 | Pedro Diniz           | 1–17       | Enrique Bernoldi Kimi Räikkönen |
| Red Bull Sauber Petronas       | Sauber-Petronas    | C19        | Petronas SPE-04A     | B     | 17 | Mika Salo             | 1–17       | Enrique Bernoldi Kimi Räikkönen |
| Orange Arrows Supertec         | Arrows-Supertec    | A21        | Supertec FB02        | B     | 18 | Pedro de la Rosa      | 1–17       | Mark Webber                     |
| Orange Arrows Supertec         | Arrows-Supertec    | A21        | Supertec FB02        | B     | 19 | Jos Verstappen        | 1–17       | Mark Webber                     |
| Telefónica Minardi Fondmetal   | Minardi-Fondmetal  | M02        | Fondmetal RV10       | B     | 20 | Marc Gené             | 1–17       | Fernando Alonso                 |
| Telefónica Minardi Fondmetal   | Minardi-Fondmetal  | M02        | Fondmetal RV10       | B     | 21 | Gastón Mazzacane      | 1–17       | Fernando Alonso                 |
| Lucky Strike Reynard BAR Honda | BAR-Honda          | 002        | Honda RA000E         | B     | 22 | Jacques Villeneuve    | 1–17       | Darren Manning Patrick Lemarié  |
| Lucky Strike Reynard BAR Honda | BAR-Honda          | 002        | Honda RA000E         | B     | 23 | Ricardo Zonta         | 1–17       | Darren Manning Patrick Lemarié  |
| Zespół                         | Konstruktor        | Samochód   | Silnik (3.0l V10)    | Opony | Nr | Kierowcy wyścigowi    | Rundy      | Kierowcy rezerwowi              |

### Zmiany wśród zespołów
- Zespół Stewart Grand Prix został sprzedany koncernowi Ford i przekształcony w fabryczną ekipę Jaguar.
- Po zaledwie roku współpracy, pomiędzy Arrowsem i Repsolem, nowym sponsorem tytularnym brytyjskiego teamu została międzynarodowa marka telefonii komórkowej – Orange. Poza tym przestali produkować własne silniki. Nowym dostawcą został Supertec.
- Nowym sponsorem tytularnym Minardi został operator usług telekomunikacyjnych – Telefónica. Dostawcą silników stała się firma Fondmetal, która od dawna miała swoje udziały we włoskim zespole.
- Team Sir Franka Williamsa postanowił podpisać długoletni kontrakt z firmą BMW na dostarczanie jednostek napędowych oraz jako sponsora tytularnego. Głównym celem bawarskiego producenta samochodów było ułatwienie sobie wejścia do F1, jako fabryczna stajnia.
- Firma zajmująca się wyrobami tytoniowymi – Lucky Strike – została sponsorem tytularnym British American Racing. Nowym dostawcą silników, jak i sporym udziałowcem tego zespołu, stał się japoński koncern Honda. Tak jak w przypadku bawarskiej marki, jest to uwarunkowane chęcią wejścia do królowej motorsportu, jako fabryczna stajnia w przyszłości.

### Zmiany wśród kierowców

#### Przed sezonem
- Brazylijczyk Rubens Barrichello i Brytyjczyk Eddie Irvine zamienili się miejscami w zespołach Ferrari i Jaguar (wcześniej Stewart)
- Włoch Jarno Trulli (wcześniej Prost) zastąpił w Jordanie byłego mistrza świata – Damona Hilla, który postanowił zakończyć karierę.
- Debiutant Jenson Button (wcześniej Formuła Ford) zastąpił w Williamsie Włocha, Alessandro Zanardiego, który wrócił do amerykańskich serii.
- Francuz Jean Alesi (wcześniej Sauber) przeszedł do stajni Alaina Prosta, zastępując tam swojego rodaka, Oliviera Panisa. Jego partnerem został Niemiec, Nick Heidfeld (wcześniej Formuła 3000, debiutujący w tej serii.
- Fin Mika Salo zastąpił w Sauberze Jeana Alesiego.
- Holender Jos Verstappen zastąpił w stajni Arrows Japończyka, Toranosuke Takagi.
- Argentyńczyk Gastón Mazzacane (wcześniej tester tej ekipy oraz jeden z trzech debiutantów) zastąpił w Minardi Włocha, Lucę Badoera.

#### W trakcie sezonu
- W wyniku kontuzji poniesionej przez Brytyjczyka, Eddie Irvine'a, w jednym wyścigu został on zastąpiony przez Brazylijczyka, Luciano Burtiego.

## Kalendarz
| Grand Prix Australii Qantas Australian Grand Prix | Grand Prix Australii Qantas Australian Grand Prix | Grand Prix Australii Qantas Australian Grand Prix | Grand Prix Australii Qantas Australian Grand Prix |
| ------------------------------------------------- | ------------------------------------------------- | --- | --- |
| 1.                                                | Szczegółowy rezultat                              | Data: 12 marca · Długość: 307,574 km · Liczba okrążeń: 58 · Zwycięzca z 1999 r.: E. Irvine (Ferrari) · Tor: Albert Park Circuit · Miejsce: Australia, Melbourne | Pole position: M. Häkkinen (McLaren) Zwycięzca: M. Schumacher (Ferrari) 2. miejsce: R. Barrichello (Ferrari) 3. miejsce: R. Schumacher (Williams-BMW) Najszybsze okrążenie: R. Barrichello (Ferrari) |

| Grand Prix Brazylii Grande Prêmio do Brasil | Grand Prix Brazylii Grande Prêmio do Brasil | Grand Prix Brazylii Grande Prêmio do Brasil | Grand Prix Brazylii Grande Prêmio do Brasil |
| ------------------------------------------- | ------------------------------------------- | --- | --- |
| 2.                                          | Szczegółowy rezultat                        | Data: 26 marca · Długość: 305,909 km · Liczba okrążeń: 71 · Zwycięzca z 1999 r.: M. Häkkinen (McLaren) · Tor: Autódromo José Carlos Pace · Miejsce: Brazylia, São Paulo | Pole position: M. Häkkinen (McLaren) Zwycięzca: M. Schumacher (Ferrari) 2. miejsce: G. Fisichella (Benetton-Playlife) 3. miejsce: H.-H. Frentzen (Jordan-Mugen-Honda) Najszybsze okrążenie: M. Schumacher (Ferrari) |

| Grand Prix San Marino Gran Premio Foster's di San Marino | Grand Prix San Marino Gran Premio Foster's di San Marino | Grand Prix San Marino Gran Premio Foster's di San Marino | Grand Prix San Marino Gran Premio Foster's di San Marino |
| -------------------------------------------------------- | -------------------------------------------------------- | --- | --- |
| 3.                                                       | Szczegółowy rezultat                                     | Data: 9 kwietnia · Długość: 305,609 km · Liczba okrążeń: 62 · Zwycięzca z 1999 r.: M. Schumacher (Ferrari) · Tor: Autodromo Enzo e Dino Ferrari · Miejsce: Włochy, Imola | Pole position: M. Häkkinen (McLaren) Zwycięzca: M. Schumacher (Ferrari) 2. miejsce: M. Häkkinen (McLaren) 3. miejsce: D. Coulthard (McLaren) Najszybsze okrążenie: M. Häkkinen (McLaren) |

| Grand Prix Wielkiej Brytanii RAC British Grand Prix | Grand Prix Wielkiej Brytanii RAC British Grand Prix | Grand Prix Wielkiej Brytanii RAC British Grand Prix | Grand Prix Wielkiej Brytanii RAC British Grand Prix |
| --------------------------------------------------- | --------------------------------------------------- | --- | --- |
| 4.                                                  | Szczegółowy rezultat                                | Data: 23 kwietnia · Długość: 308,400 km · Liczba okrążeń: 60 · Zwycięzca z 1999 r.: D. Coulthard (McLaren) · Tor: Silverstone Circuit · Miejsce: Wielka Brytania, Silverstone | Pole position: R. Barrichello (Ferrari) Zwycięzca: D. Coulthard (McLaren) 2. miejsce: M. Häkkinen (McLaren) 3. miejsce: M. Schumacher (Ferrari) Najszybsze okrążenie: M. Häkkinen (McLaren) |

| Grand Prix Hiszpanii Gran Premio Marlboro de Espańa | Grand Prix Hiszpanii Gran Premio Marlboro de Espańa | Grand Prix Hiszpanii Gran Premio Marlboro de Espańa | Grand Prix Hiszpanii Gran Premio Marlboro de Espańa |
| --------------------------------------------------- | --------------------------------------------------- | --- | --- |
| 5.                                                  | Szczegółowy rezultat                                | Data: 7 maja · Długość: 307,450 km · Liczba okrążeń: 65 · Zwycięzca z 1999 r.: M. Häkkinen (McLaren) · Tor: Circuit de Catalunya · Miejsce: Hiszpania, Barcelona | Pole position: M. Schumacher (Ferrari) Zwycięzca: M. Häkkinen (McLaren) 2. miejsce: D. Coulthard (McLaren) 3. miejsce: R. Barrichello (Ferrari) Najszybsze okrążenie: M. Häkkinen (McLaren) |

| Grand Prix Europy Grand Prix of Europe | Grand Prix Europy Grand Prix of Europe | Grand Prix Europy Grand Prix of Europe | Grand Prix Europy Grand Prix of Europe |
| -------------------------------------- | -------------------------------------- | --- | --- |
| 6.                                     | Szczegółowy rezultat                   | Data: 21 maja · Długość: 305,252 km · Liczba okrążeń: 67 · Zwycięzca z 1999 r.: J. Herbert (Stewart-Ford) · Tor: Nürburgring · Miejsce: Niemcy, Nürburg | Pole position: D. Coulthard (McLaren) Zwycięzca: M. Schumacher (Ferrari) 2. miejsce: M. Häkkinen (McLaren) 3. miejsce: D. Coulthard (McLaren) Najszybsze okrążenie: M. Schumacher (Ferrari) |

| Grand Prix Monako Grand Prix de Monaco | Grand Prix Monako Grand Prix de Monaco | Grand Prix Monako Grand Prix de Monaco | Grand Prix Monako Grand Prix de Monaco |
| -------------------------------------- | -------------------------------------- | --- | --- |
| 7.                                     | Szczegółowy rezultat                   | Data: 4 czerwca · Długość: 262,860 km · Liczba okrążeń: 78 · Zwycięzca z 1999 r.: M. Schumacher (Ferrari) · Tor: Circuit de Monaco · Miejsce: Monako, Monte Carlo | Pole position: M. Schumacher (Ferrari) Zwycięzca: D. Coulthard (McLaren) 2. miejsce: R. Barrichello (Ferrari) 3. miejsce: G. Fisichella (Benetton-Playlife) Najszybsze okrążenie: M. Häkkinen (McLaren) |

| Grand Prix Kanady Grand Prix Air Canada | Grand Prix Kanady Grand Prix Air Canada | Grand Prix Kanady Grand Prix Air Canada | Grand Prix Kanady Grand Prix Air Canada |
| --------------------------------------- | --------------------------------------- | --- | --- |
| 8.                                      | Szczegółowy rezultat                    | Data: 18 czerwca · Długość: 305,049 km · Liczba okrążeń: 69 · Zwycięzca z 1999 r.: M. Häkkinen (McLaren) · Tor: Circuit Gilles Villeneuve · Miejsce: Kanada, Montreal | Pole position: M. Schumacher (Ferrari) Zwycięzca: M. Schumacher (Ferrari) 2. miejsce: R. Barrichello (Ferrari) 3. miejsce: G. Fisichella (Benetton-Playlife) Najszybsze okrążenie: M. Häkkinen (McLaren) |

| Grand Prix Francji Mobil 1 Grand Prix de France | Grand Prix Francji Mobil 1 Grand Prix de France | Grand Prix Francji Mobil 1 Grand Prix de France | Grand Prix Francji Mobil 1 Grand Prix de France |
| ----------------------------------------------- | ----------------------------------------------- | --- | --- |
| 9.                                              | Szczegółowy rezultat                            | Data: 2 lipca · Długość: 306,072 km · Liczba okrążeń: 72 · Zwycięzca z 1999 r.: H.-H. Frentzen (Jordan-Mugen-Honda) · Tor: Circuit de Nevers Magny-Cours · Miejsce: Francja, Magny-Cours | Pole position: M. Schumacher (Ferrari) Zwycięzca: D. Coulthard (McLaren) 2. miejsce: M. Häkkinen (McLaren) 3. miejsce: R. Barrichello (Ferrari) Najszybsze okrążenie: D. Coulthard (McLaren) |

| Grand Prix Austrii Großer A1 Preis von Osterreich | Grand Prix Austrii Großer A1 Preis von Osterreich | Grand Prix Austrii Großer A1 Preis von Osterreich                                                                                                 | Grand Prix Austrii Großer A1 Preis von Osterreich |
| ------------------------------------------------- | ------------------------------------------------- | --- | --- |
| 10.                                               | Szczegółowy rezultat                              | Data: 16 lipca · Długość: 307,146 km · Liczba okrążeń: 71 · Zwycięzca z 1999 r.: E. Irvine (Ferrari) · Tor: A1-Ring · Miejsce: Austria, Spielberg | Pole position: M. Häkkinen (McLaren) Zwycięzca: M. Häkkinen (McLaren) 2. miejsce: D. Coulthard (McLaren) 3. miejsce: R. Barrichello (Ferrari) Najszybsze okrążenie: D. Coulthard (McLaren) |

| Grand Prix Niemiec Großer Mobil 1 Preis von Deutschland | Grand Prix Niemiec Großer Mobil 1 Preis von Deutschland | Grand Prix Niemiec Großer Mobil 1 Preis von Deutschland                                                                                                  | Grand Prix Niemiec Großer Mobil 1 Preis von Deutschland |
| ------------------------------------------------------- | ------------------------------------------------------- | --- | --- |
| 11.                                                     | Szczegółowy rezultat                                    | Data: 30 lipca · Długość: 307,035 km · Liczba okrążeń: 45 · Zwycięzca z 1999 r.: E. Irvine (Ferrari) · Tor: Hockenheimring · Miejsce: Niemcy, Hockenheim | Pole position: D. Coulthard (McLaren) Zwycięzca: R. Barrichello (Ferrari) 2. miejsce: M. Häkkinen (McLaren) 3. miejsce: D. Coulthard (McLaren) Najszybsze okrążenie: R. Barrichello (Ferrari) |

| Grand Prix Węgier Marlboro Magyar Nagydíj | Grand Prix Węgier Marlboro Magyar Nagydíj | Grand Prix Węgier Marlboro Magyar Nagydíj | Grand Prix Węgier Marlboro Magyar Nagydíj |
| ----------------------------------------- | ----------------------------------------- | --- | --- |
| 12.                                       | Szczegółowy rezultat                      | Data: 13 sierpnia · Długość: 306,069 km · Liczba okrążeń: 77 · Zwycięzca z 1999 r.: M. Häkkinen (McLaren) · Tor: Hungaroring · Miejsce: Węgry, Budapeszt | Pole position: M. Schumacher (Ferrari) Zwycięzca: M. Häkkinen (McLaren) 2. miejsce: M. Schumacher (Ferrari) 3. miejsce: D. Coulthard (McLaren) Najszybsze okrążenie: M. Häkkinen (McLaren) |

| Grand Prix Belgii Foster's Belgian Grand Prix | Grand Prix Belgii Foster's Belgian Grand Prix | Grand Prix Belgii Foster's Belgian Grand Prix | Grand Prix Belgii Foster's Belgian Grand Prix |
| --------------------------------------------- | --------------------------------------------- | --- | --- |
| 13.                                           | Szczegółowy rezultat                          | Data: 27 sierpnia · Długość: 306,592 km · Liczba okrążeń: 44 · Zwycięzca z 1999 r.: D. Coulthard (McLaren) · Tor: Circuit de Spa-Francorchamps · Miejsce: Belgia, Stavelot | Pole position: M. Häkkinen (McLaren) Zwycięzca: M. Häkkinen (McLaren) 2. miejsce: M. Schumacher (Ferrari) 3. miejsce: R. Schumacher (Williams-BMW) Najszybsze okrążenie: R. Barrichello (Ferrari) |

| Grand Prix Włoch Gran Premio d'Italia | Grand Prix Włoch Gran Premio d'Italia | Grand Prix Włoch Gran Premio d'Italia | Grand Prix Włoch Gran Premio d'Italia |
| ------------------------------------- | ------------------------------------- | --- | --- |
| 14.                                   | Szczegółowy rezultat                  | Data: 10 września · Długość: 306,764 km · Liczba okrążeń: 53 · Zwycięzca z 1999 r.: H.-H. Frentzen (Jordan-Mugen-Honda) · Tor: Autodromo Nazionale di Monza · Miejsce: Włochy, Monza | Pole position: M. Schumacher (Ferrari) Zwycięzca: M. Schumacher (Ferrari) 2. miejsce: M. Häkkinen (McLaren) 3. miejsce: R. Schumacher (Williams-BMW) Najszybsze okrążenie: M. Häkkinen (McLaren) |

| Grand Prix Stanów Zjednoczonych United States Grand Prix | Grand Prix Stanów Zjednoczonych United States Grand Prix | Grand Prix Stanów Zjednoczonych United States Grand Prix | Grand Prix Stanów Zjednoczonych United States Grand Prix |
| -------------------------------------------------------- | -------------------------------------------------------- | --- | --- |
| 15.                                                      | Szczegółowy rezultat                                     | Data: 24 września · Długość: 306,235 km · Liczba okrążeń: 73 · Zwycięzca z 1991 r.: A. Senna (McLaren-Honda) · Tor: Indianapolis Motor Speedway · Miejsce: Stany Zjednoczone, Indianapolis | Pole position: M. Schumacher (Ferrari) Zwycięzca: M. Schumacher (Ferrari) 2. miejsce: R. Barrichello (Ferrari) 3. miejsce: H.-H. Frentzen (Jordan-Mugen-Honda) Najszybsze okrążenie: D. Coulthard (McLaren) |

| Grand Prix Japonii Fuji Television Japanese Grand Prix | Grand Prix Japonii Fuji Television Japanese Grand Prix | Grand Prix Japonii Fuji Television Japanese Grand Prix | Grand Prix Japonii Fuji Television Japanese Grand Prix |
| ------------------------------------------------------ | ------------------------------------------------------ | --- | --- |
| 16.                                                    | Szczegółowy rezultat                                   | Data: 8 października · Długość: 310,596 km · Liczba okrążeń: 53 · Zwycięzca z 1999 r.: M. Häkkinen (McLaren) · Tor: Suzuka International Racing Course · Miejsce: Japonia, Suzuka | Pole position: M. Schumacher (Ferrari) Zwycięzca: M. Schumacher (Ferrari) 2. miejsce: M. Häkkinen (McLaren) 3. miejsce: D. Coulthard (McLaren) Najszybsze okrążenie: M. Häkkinen (McLaren) |

| Grand Prix Malezji Petronas Malaysian Grand Prix | Grand Prix Malezji Petronas Malaysian Grand Prix | Grand Prix Malezji Petronas Malaysian Grand Prix | Grand Prix Malezji Petronas Malaysian Grand Prix |
| ------------------------------------------------ | ------------------------------------------------ | --- | --- |
| 17.                                              | Szczegółowy rezultat                             | Data: 22 października · Długość: 310,352 km · Liczba okrążeń: 56 · Zwycięzca z 1999 r.: E. Irvine (Ferrari) · Tor: Sepang International Circuit · Miejsce: Malezja, Kuala Lumpur | Pole position: M. Schumacher (Ferrari) Zwycięzca: M. Schumacher (Ferrari) 2. miejsce: D. Coulthard (McLaren) 3. miejsce: R. Barrichello (Ferrari) Najszybsze okrążenie: M. Häkkinen (McLaren) |

## Zmiany w kalendarzu
- Powrót do kalendarza Grand Prix Stanów Zjednoczonych na tor Indianapolis Motor Speedway.
- Przesunięcie Grand Prix Brazylii z kwietnia na marzec.
- Zmiana daty Grand Prix Wielkiej Brytanii z lipca na kwiecień.
- Grand Prix Europy odbyło się w maju, a nie jak wcześniej we wrześniu.
- Wyścig o GP Monako rozegrano miesiąc później.
- Zmiana kolejności rozgrywania pomiędzy GP Japonii, a GP Malezji.
- GP Włoch odbyło się na nowej konfiguracji toru (2 pierwsze szykany lewo-prawo przekształcono w 1 szykanę prawo-lewo).

## Klasyfikacje szczegółowe

### Kierowcy
| Legenda oznaczeń w tabelach wyników Wyświetl szablon na nowej stronie | Legenda oznaczeń w tabelach wyników Wyświetl szablon na nowej stronie                                                                     |
| Oznaczenie                                                            | Wyjaśnienie |
| --------------------------------------------------------------------- | --- |
| Złoty                                                                 | Zwycięzca lub mistrzostwo |
| Srebrny                                                               | 2. miejsce lub wicemistrzostwo |
| Brązowy                                                               | 3. miejsce lub II wicemistrzostwo |
| Zielony                                                               | Ukończył, punktował (w klasyfikacji generalnej, gdy zdobył co najmniej jeden punkt na przestrzeni sezonu, poza trzema powyższymi opcjami) |
| Niebieski                                                             | Ukończył, nie punktował (w klasyfikacji generalnej, gdy nie zdobył co najmniej jednego punktu na przestrzeni sezonu)                      |
| Czerwony                                                              | Nie zakwalifikował się (NZ) |
| Czerwony                                                              | Nie prekwalifikował się (NPK) |
| Różowy                                                                | Nie ukończył (NU) |
| Różowy                                                                | Niesklasyfikowany (NS) (w klasyfikacji generalnej, gdy nie został sklasyfikowany w żadnym wyścigu sezonu)                                 |
| Czarny                                                                | Zdyskwalifikowany (DK) |
| Czarny                                                                | Wykluczony (WYK/EX) |
| Biały                                                                 | Nie wystartował (NW) |
| Biały                                                                 | Kontuzjowany (K/INJ) |
| Biały                                                                 | Wyścig odwołany (OD/C) |
| Bez koloru                                                            | Został wycofany (WYC/WD) |
| Bez koloru                                                            | Nie przybył (NP/DNA) |
| Bez koloru                                                            | Nie brał udziału w treningach (NT/DNP) |
| Bez koloru                                                            | Nie został zgłoszony (–) |
| Pogrubienie                                                           | Start z pole position |
| Kursywa                                                               | Najszybsze okrążenie wyścigu |
| †                                                                     | Nie ukończył, ale jego rezultat został zaliczony ze względu na przejechanie więcej niż 90% dystansu wyścigu.                              |
| *                                                                     | Sezon w trakcie |
| 1/2/3                                                                 | Punktowana pozycja w sprincie kwalifikacyjnym                                                                                             |
| Lista systemów punktacji Formuły 1                                    | |

| Poz. | Kierowca              | Konstruktor | Australia | Brazylia | San Marino | Wielka Brytania | Hiszpania | Unia Europejska | Monako | Kanada |    | Austria | Niemcy | Węgry | Belgia | Włochy | Stany Zjednoczone | Japonia | Malezja | Pkt. |
| ---- | --------------------- | ----------- | --------- | -------- | ---------- | --------------- | --------- | --------------- | ------ | ------ | -- | ------- | ------ | ----- | ------ | ------ | ----------------- | ------- | ------- | ---- |
| 1    | Michael Schumacher    | Ferrari     | 1         | 1        | 1          | 3               | 5         | 1               | NU     | 1      | NU | NU      | NU     | 2     | 2      | 1      | 1                 | 1       | 1       | 108  |
| 2    | Mika Häkkinen         | McLaren     | NU        | NU       | 2          | 2               | 1         | 2               | 6      | 4      | 2  | 1       | 2      | 1     | 1      | 2      | NU                | 2       | 4       | 89   |
| 3    | David Coulthard       | McLaren     | NU        | DK       | 3          | 1               | 2         | 3               | 1      | 7      | 1  | 2       | 3      | 3     | 4      | NU     | 5                 | 3       | 2       | 73   |
| 4    | Rubens Barrichello    | Ferrari     | 2         | NU       | 4          | NU              | 3         | 4               | 2      | 2      | 3  | 3       | 1      | 4     | NU     | NU     | 2                 | 4       | 3       | 62   |
| 5    | Ralf Schumacher       | Williams    | 3         | 5        | NU         | 4               | 4         | NU              | NU     | 14     | 5  | NU      | 7      | 5     | 3      | 3      | NU                | NU      | NU      | 24   |
| 6    | Giancarlo Fisichella  | Benetton    | 5         | 2        | 11         | 7               | 9         | 5               | 3      | 3      | 9  | NU      | NU     | NU    | NU     | 11     | NU                | 14      | 9       | 18   |
| 7    | Jacques Villeneuve    | BAR         | 4         | NU       | 5          | 16              | NU        | NU              | 7      | 15     | 4  | 4       | 8      | 12    | 7      | NU     | 4                 | 6       | 5       | 17   |
| 8    | Jenson Button         | Williams    | NU        | 6        | NU         | 5               | 17        | 10              | NU     | 11     | 8  | 5       | 4      | 9     | 5      | NU     | NU                | 5       | NU      | 12   |
| 9    | Heinz-Harald Frentzen | Jordan      | NU        | 3        | NU         | 17              | 6         | NU              | 10     | NU     | 7  | NU      | NU     | 6     | 6      | NU     | 3                 | NU      | NU      | 11   |
| 10   | Jarno Trulli          | Jordan      | NU        | 4        | 15         | 6               | 12        | NU              | NU     | 6      | 6  | NU      | 9      | 7     | NU     | NU     | NU                | 13      | 12      | 6    |
| 11   | Mika Salo             | Sauber      | DK        | NW       | 6          | 8               | 7         | NU              | 5      | NU     | 10 | 6       | 5      | 10    | 9      | 7      | NU                | 10      | 8       | 6    |
| 12   | Jos Verstappen        | Arrows      | NU        | 7        | 14         | NU              | NU        | NU              | NU     | 5      | NU | NU      | NU     | 13    | 15     | 4      | NU                | NU      | 10      | 5    |
| 13   | Eddie Irvine          | Jaguar      | NU        | NU       | 7          | 13              | 11        | NU              | 4      | 13     | 13 | INJ     | 10     | 8     | 10     | NU     | 7                 | 8       | 6       | 4    |
| 14   | Ricardo Zonta         | BAR         | 6         | 9        | 12         | NU              | 8         | NU              | NU     | 8      | NU | NU      | NU     | 14    | 12     | 6      | 6                 | 9       | NU      | 3    |
| 15   | Alexander Wurz        | Benetton    | 7         | NU       | 9          | 9               | 10        | 12              | NU     | 9      | NU | 10      | NU     | 11    | 13     | 5      | 10                | NU      | 7       | 2    |
| 16   | Pedro de la Rosa      | Arrows      | NU        | 8        | NU         | NU              | NU        | 6               | NU     | NU     | NU | NU      | 6      | 16    | 16     | NU     | NU                | 12      | NU      | 2    |
| 17   | Johnny Herbert        | Jaguar      | NU        | NU       | 10         | 12              | 13        | 11              | 9      | NU     | NU | 7       | NU     | NU    | 8      | NU     | 11                | 7       | NU      | 0    |
| 18   | Pedro Diniz           | Sauber      | NU        | NW       | 8          | 11              | NU        | 7               | NU     | 10     | 11 | 9       | NU     | NU    | 11     | 8      | 8                 | 11      | NU      | 0    |
| 19   | Marc Gené             | Minardi     | 8         | NU       | NU         | 14              | 14        | NU              | NU     | 16     | 15 | 8       | NU     | 15    | 14     | 9      | 12                | NU      | NU      | 0    |
| 20   | Nick Heidfeld         | Prost       | 9         | NU       | NU         | NU              | 16        | EX              | 8      | NU     | 12 | NU      | NU     | NU    | NU     | NU     | 9                 | NU      | NU      | 0    |
| 21   | Gastón Mazzacane      | Minardi     | NU        | 10       | 13         | 15              | 15        | 8               | NU     | 12     | NU | 12      | 11     | NU    | 17     | 10     | NU                | 15      | 13      | 0    |
| 22   | Jean Alesi            | Prost       | NU        | NU       | NU         | 10              | NU        | 9               | NU     | NU     | 14 | NU      | NU     | NU    | NU     | 12     | NU                | NU      | 11      | 0    |
| 23   | Luciano Burti         | Jaguar      |           |          |            |                 |           |                 |        |        |    | 11      |        |       |        |        |                   |         |         | 0    |
| Poz. | Kierowca              | Konstruktor | Australia | Brazylia | San Marino | Wielka Brytania | Hiszpania | Unia Europejska | Monako | Kanada |    | Austria | Niemcy | Węgry | Belgia | Włochy | Stany Zjednoczone | Japonia | Malezja | Pkt. |

### Konstruktorzy
| Poz. | Konstruktor        | Nr | Australia | Brazylia | San Marino | Wielka Brytania | Hiszpania | Unia Europejska | Monako | Kanada |    | Austria | Niemcy | Węgry | Belgia | Włochy | Stany Zjednoczone | Japonia | Malezja | Pkt. |
| ---- | ------------------ | -- | --------- | -------- | ---------- | --------------- | --------- | --------------- | ------ | ------ | -- | ------- | ------ | ----- | ------ | ------ | ----------------- | ------- | ------- | ---- |
| 1    | Ferrari            | 3  | 1         | 1        | 1          | 3               | 5         | 1               | NU     | 1      | NU | NU      | NU     | 2     | 2      | 1      | 1                 | 1       | 1       | 170  |
| 1    | Ferrari            | 4  | 2         | NU       | 4          | NU              | 3         | 4               | 2      | 2      | 3  | 3       | 1      | 4     | NU     | NU     | 2                 | 4       | 3       | 170  |
| 2    | McLaren-Mercedes   | 1  | NU        | NU       | 2          | 2               | 1         | 2               | 6      | 4      | 2  | 1       | 2      | 1     | 1      | 2      | NU                | 2       | 4       | 152  |
| 2    | McLaren-Mercedes   | 2  | NU        | DK       | 3          | 1               | 2         | 3               | 1      | 7      | 1  | 2       | 3      | 3     | 4      | NU     | 5                 | 3       | 2       | 152  |
| 3    | Williams-BMW       | 9  | 3         | 5        | NU         | 4               | 4         | NU              | NU     | 14     | 5  | NU      | 7      | 5     | 3      | 3      | NU                | NU      | NU      | 36   |
| 3    | Williams-BMW       | 10 | NU        | 6        | NU         | 5               | 17        | 10              | NU     | 11     | 8  | 5       | 4      | 9     | 5      | NU     | NU                | 5       | NU      | 36   |
| 4    | Benetton-Playlife  | 11 | 5         | 2        | 11         | 7               | 9         | 5               | 3      | 3      | 9  | NU      | NU     | NU    | NU     | 11     | NU                | 14      | 9       | 20   |
| 4    | Benetton-Playlife  | 12 | 7         | NU       | 9          | 9               | 10        | 12              | NU     | 9      | NU | 10      | NU     | 11    | 13     | 5      | 10                | NU      | 7       | 20   |
| 5    | BAR-Honda          | 22 | 4         | NU       | 5          | 16              | NU        | NU              | 7      | 15     | 4  | 4       | 8      | 12    | 7      | NU     | 4                 | 6       | 5       | 20   |
| 5    | BAR-Honda          | 23 | 6         | 9        | 12         | NU              | 8         | NU              | NU     | 8      | NU | NU      | NU     | 14    | 12     | 6      | 6                 | 9       | NU      | 20   |
| 6    | Jordan-Mugen-Honda | 5  | NU        | 3        | NU         | 17              | 6         | NU              | 10     | NU     | 7  | NU      | NU     | 6     | 6      | NU     | 3                 | NU      | NU      | 17   |
| 6    | Jordan-Mugen-Honda | 6  | NU        | 4        | 15         | 6               | 12        | NU              | NU     | 6      | 6  | NU      | 9      | 7     | NU     | NU     | NU                | 13      | 12      | 17   |
| 7    | Arrows-Supertec    | 18 | NU        | 8        | NU         | NU              | NU        | 6               | NU     | NU     | NU | NU      | 6      | 16    | 16     | NU     | NU                | 12      | NU      | 7    |
| 7    | Arrows-Supertec    | 19 | NU        | 7        | 14         | NU              | NU        | NU              | NU     | 5      | NU | NU      | NU     | 13    | 15     | 4      | NU                | NU      | 10      | 7    |
| 8    | Sauber-Petronas    | 16 | NU        | NW       | 8          | 11              | NU        | 7               | NU     | 10     | 11 | 9       | NU     | NU    | 11     | 8      | 8                 | 11      | NU      | 6    |
| 8    | Sauber-Petronas    | 17 | DK        | NW       | 6          | 8               | 7         | NU              | 5      | NU     | 10 | 6       | 5      | 10    | 9      | 7      | NU                | 10      | 8       | 6    |
| 9    | Jaguar-Cosworth    | 7  | NU        | NU       | 7          | 13              | 11        | NU              | 4      | 13     | 13 | 11      | 10     | 8     | 10     | NU     | 7                 | 8       | 6       | 4    |
| 9    | Jaguar-Cosworth    | 8  | NU        | NU       | 10         | 12              | 13        | 11              | 9      | NU     | NU | 7       | NU     | NU    | 8      | NU     | 11                | 7       | NU      | 4    |
| 10   | Minardi-Fondmetal  | 20 | 8         | NU       | NU         | 14              | 14        | NU              | NU     | 16     | 15 | 8       | NU     | 15    | 14     | 9      | 12                | NU      | NU      | 0    |
| 10   | Minardi-Fondmetal  | 21 | NU        | 10       | 13         | 15              | 15        | 8               | NU     | 12     | NU | 12      | 11     | NU    | 17     | 10     | NU                | 15      | 13      | 0    |
| 11   | Prost-Peugeot      | 14 | NU        | NU       | NU         | 10              | NU        | 9               | NU     | NU     | 14 | NU      | NU     | NU    | NU     | 12     | NU                | NU      | 11      | 0    |
| 11   | Prost-Peugeot      | 15 | 9         | NU       | NU         | NU              | 16        | EX              | 8      | NU     | 12 | NU      | NU     | NU    | NU     | NU     | 9                 | NU      | NU      | 0    |
| Poz. | Konstruktor        | Nr | Australia | Brazylia | San Marino | Wielka Brytania | Hiszpania | Unia Europejska | Monako | Kanada |    | Austria | Niemcy | Węgry | Belgia | Włochy | Stany Zjednoczone | Japonia | Malezja | Pkt. |